# Glioblaste
 (novembre 2012).
Si vous disposez d'ouvrages ou d'articles de référence ou si vous connaissez des sites web de qualité traitant du thème abordé ici, merci de compléter l'article en donnant les références utiles à sa vérifiabilité et en les liant à la section « Notes et références ».
Les glioblastes sont les précurseurs des cellules gliales du système nerveux périphérique. Ces cellules du système nerveux sont créées dans la zone ventriculaire du neuroépithélium du tube neural par le processus de prolifération cellulaire à partir de la 4e semaine de gestation.
Les divisions des cellules progénitrices donnent naissance aux glioblastes et aux neurones immatures. Ils diffèrent des neurones immatures en ce qu'ils conservent leur capacité de prolifération (capacité à se diviser) tout au long de la vie.
Aujourd'hui, des études immunocytochimiques ont permis de conclure à l'existence de deux types de cellules progénitrices dans la zone ventriculaire, l'une donnant naissance aux glioblastes et l'autre aux neurones immatures. En d'autres termes, la détermination en tant que neurone immature ou glioblaste est déjà dérivée des cellules progénitrices d'où proviennent les cellules nerveuses.